# جونيور باديلا
جونيور باديلا (بالإسبانية: Junior Padilla)‏ هو لاعب كرة قدم ومدرب كرة قدم هندوراسي في مركز الوسط، ولد في 4 أبريل 1992 في سان بيدرو سولا في هندوراس. لعب مع نادي موتاجوا ‏.

## وصلات خارجية
- جونيور باديلا على موقع قاعدة بيانات كرة القدم.إي يو (الإنجليزية)
- جونيور باديلا على موقع Soccerway.com (الإنجليزية)